# Chantier naval de l'Amirauté
Les chantiers navals de l'Amirauté  (en russe : Адмиралтейские верфи) est l'un des plus vieux chantiers navals de Russie situé à Saint-Pétersbourg, il est spécialisé dans la construction de sous-marins à propulsion classique ainsi que de navires civils et militaires. Il fait partie du groupe d'entreprises public United Shipbuilding Corporation.

## Histoire
Le chantier naval fut fondé initialement comme un chantier de construction de galères par Pierre le Grand pendant la grande guerre du Nord le 5 novembre 1704. Le chantier était situé sur la rive gauche de la grande Neva, derrière le bâtiment de l’Amirauté. Il était administré par l’Amirauté russe, d’où son nom. Le premier navire a été lancé en avril 1706. Jusqu’en 1709, ce sont essentiellement des petits bateaux tels des galères, des brigantines, des senaus ou encore des prames, très pratiques dans les eaux côtières peu profondes de la Baltique, qui y sont construits.
En décembre 1709 est posée la quille du Poltava, le premier navire de ligne construit par le chantier naval et lancé en 1712, ce qui marque une nouvelle étape dans le lancement de la flotte russe.
De 1800 à 1844, le chantier fut transféré à Galerniy Dvor, et dans les années 1870, l’emplacement de l’ancien chantier naval fut vendu. 256 grands navires furent construits pendant l’existence du chantier sur l’Amirauté.
Jusqu’au 1er janvier 1908, tous les établissements de construction navale situés sur la rive gauche de la Neva composaient le port de Saint-Pétersbourg, et c’est seulement à partir de ce moment que l’île Galernyi et qu’une partie de l’Amirauté, incluant les hangars à bateau ainsi que tous les ateliers de construction navale, furent réservés pour former le chantier naval de l’Amirauté. Le chantier fonctionnant de la même manière que le chantier naval de la Baltique, à savoir doté d’un conseil d’administration commun et d’un chef d’usine.
Depuis sa fondation il y a trois siècles, jusqu’en 1917, le chantier naval a vu la construction de plus de 1000 navires et bateaux, incluant 137 navires de guerre à voile, près de 700 petits et moyens navires à rame ou à voile, ainsi qu’une centaine de navires en acier, incluant 25 cuirassés et 8 croiseurs.
Au XIXe siècle, le chantier naval de l’Amirauté était un chantier majeur dans la production de navires de guerre, ainsi que de sous-marins et de croiseurs au XXe siècle. À partir du milieu des années 1950, les installations de construction se sont spécialisées dans la production de larges navires marchands, de sauvetage, de navires-usines, des navires auxiliaires ou encore de docks flottants.

### Productions
En 1959, le chantier naval produisit le tout premier navire brise-glace civil à propulsion nucléaire, le Lénine.

De nombreux sous-marins de la Classe Kilo, les Classe Amour (projet 677), le premier Classe Alfa.

Le chantier naval compte également à son actif un certain nombre de productions ni militaires, ni navales. Ainsi, les tablettes de bronze, le candélabre et l’ange de la colonne d’Alexandre, la statuaire et le toit de la cathédrale Saint-Isaac, ainsi qu’un certain nombre de ponts ou bien encore les ornements des clôtures en fonte du centre de Saint-Pétersbourg ont été produits dans la fonderie du chantier naval.

## Installations
| Type d'installation et nombre | Longueur | Largeur | Port en lourd |
| ----------------------------- | -------- | ------- | ------------- |
| 2 cales de lancement          | 259 m    | 35 m    | 70 000 tpl    |
| 2 hangars à bateau couverts   | 100 m    | 10 m    | 10 000 tpl    |
| 5 hangars à bateau couverts   | 120 m    | 20 m    | 10 000 tpl    |
| Dock flottant « Louga »       | 92 m     | 27 m    | 6 000 tpl     |
| Dock flottant « SPD-2M »      | 92 m     | 22 m    | 2 000 tpl     |